# Plagiodera sorbinii
Plagiodera sorbinii là một loài bọ cánh cứng trong họ Chrysomelidae. Loài này được Daccordi miêu tả khoa học năm 1986.